# Perspektywa ptasia
Perspektywa ptasia (ang. bird’s-eye view) – sposób kadrowania zdjęcia lub ujęcia polegający na ustawieniu obiektywu ponad filmowaną sceną lub fotografowanym obiektem

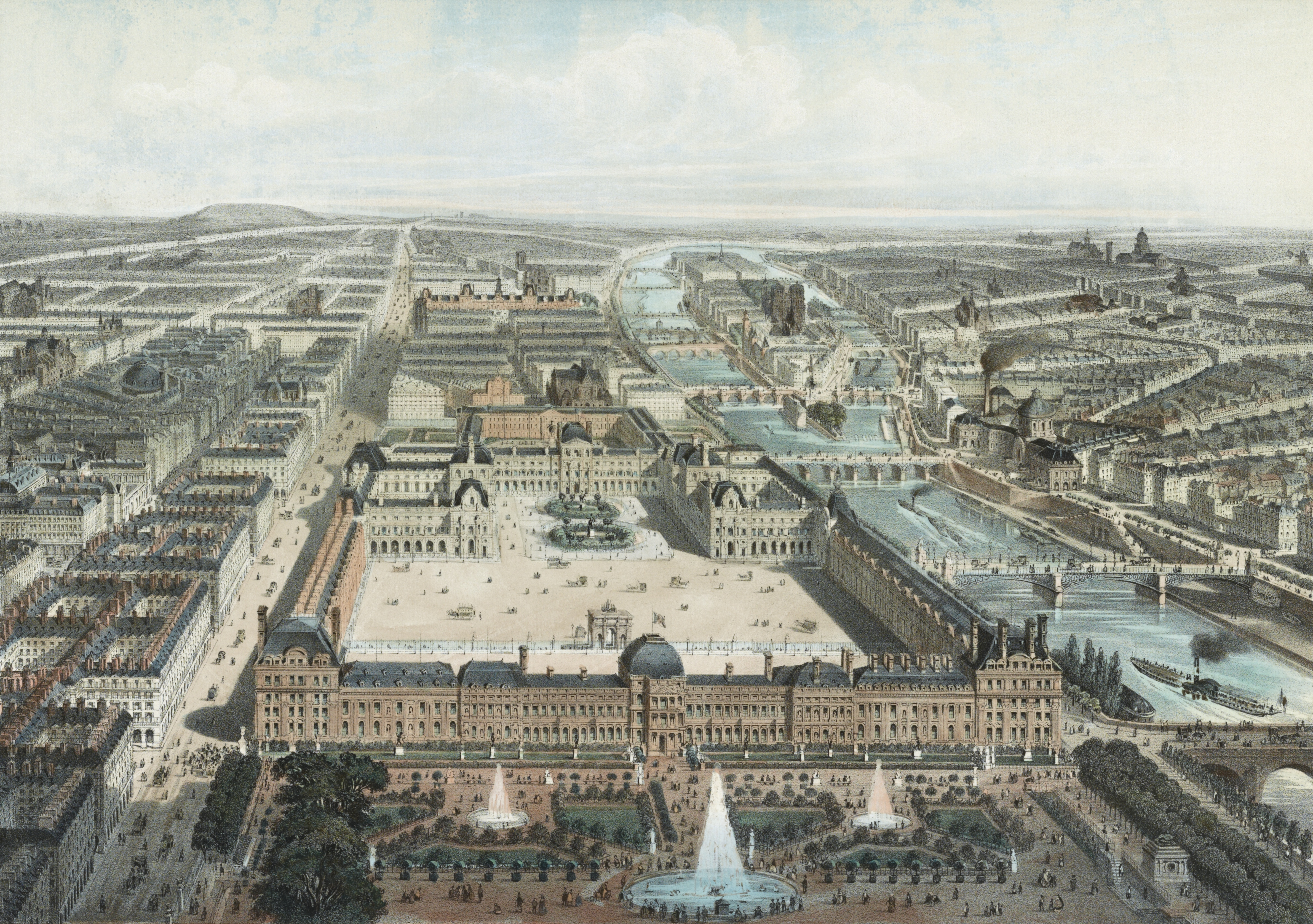
Rysunek w ptasiej perspektywie Paryża z 1850 r.
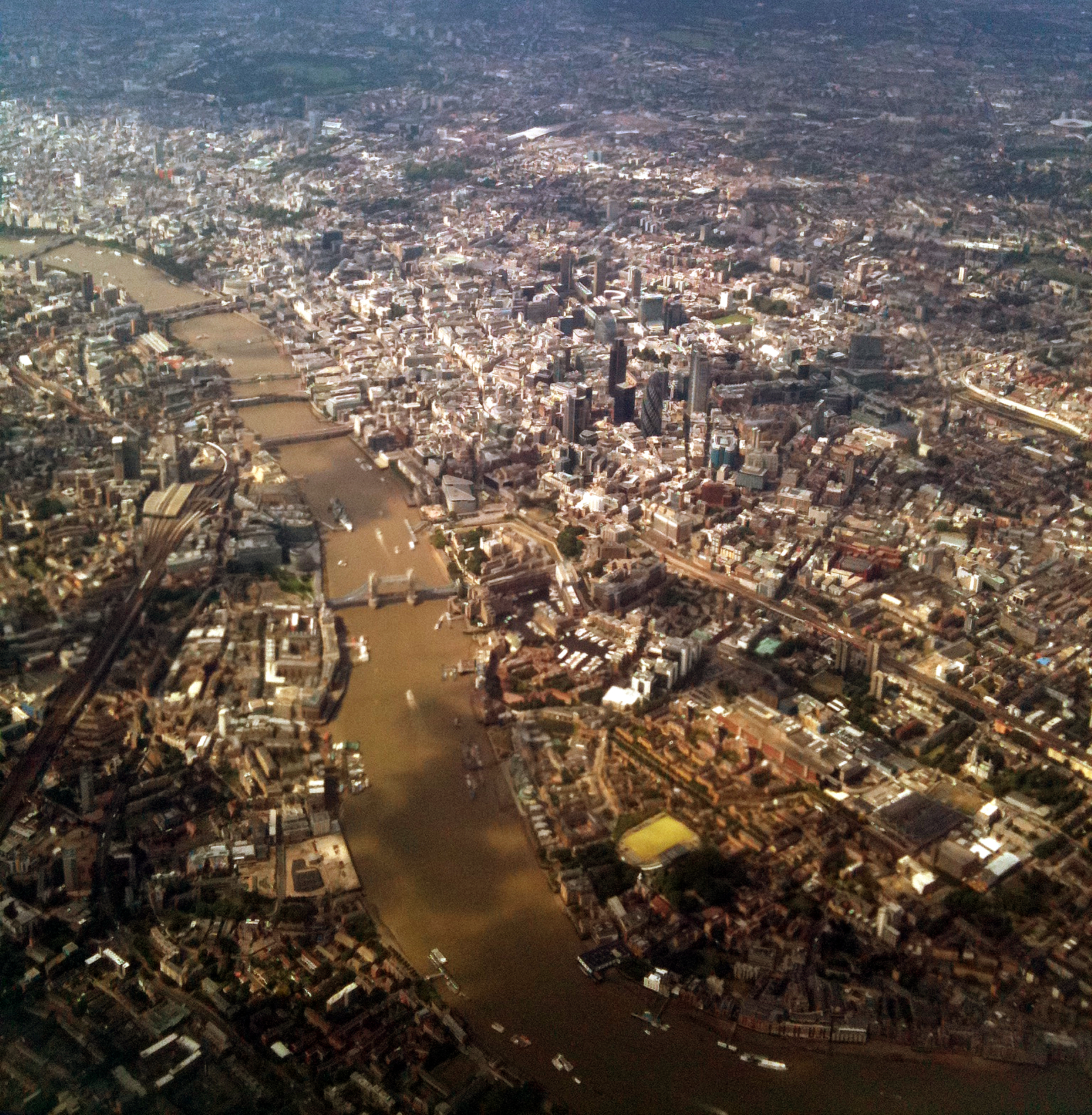
Widok centrum Londynu
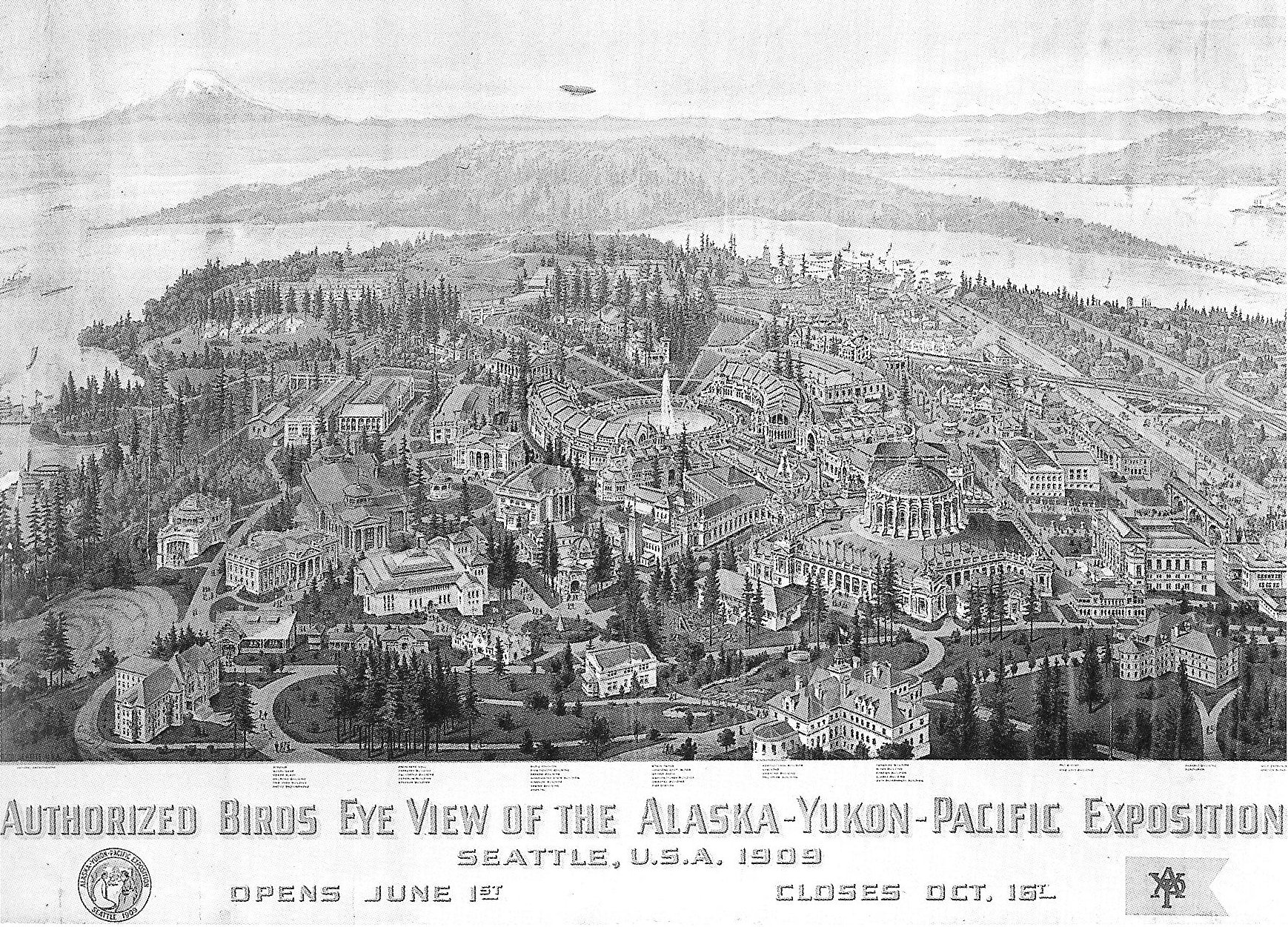
Rysunek w ptasiej perspektywie Alaska-Yukon-Pacific Exposition z 1909 r.
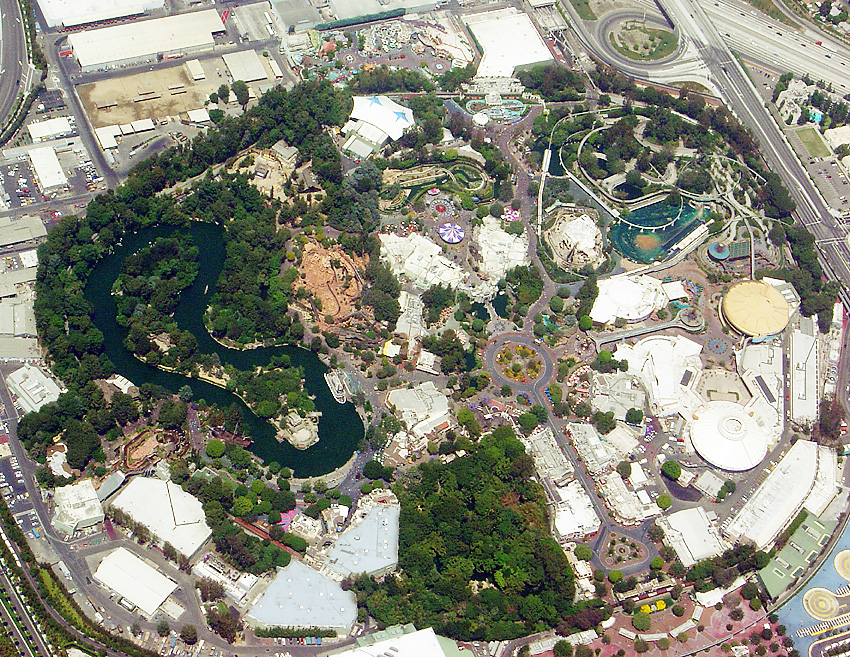
Widok z lotu ptaka Disneylandu z 2004 r.